# البراحة (الشعر)

تعديل مصدري - تعديل

البراحة محلة تابعة لقرية بيت الديك، التابعة لعزلة المفتاح بمديرية الشعر إحدى مديريات محافظة إب في الجمهورية اليمنية، بلغ تعداد سكانها 42 حسب تعداد اليمن لعام 2004.